# Villa Fietta
Villa Fietta, Serena-Da Rios è una villa veneta di Asolo, in provincia di Treviso.
Sorge nella parte orientale della cittadina, contigua, sui lati, ad altri edifici del centro storico.

## Storia
Come dimostrato da una sua lettera conservata presso l'archivio della famiglia Fietta, il complesso fu realizzato nel 1721 su progetto di Giorgio Massari. Sul luogo sorgeva in precedenza un edificio gotico ricavato a sua volta da una torre delle mura medievali di Asolo, del quale restano alcuni elementi visibili nel cortile interno.

## Edificio
La villa presenta due fronti contrapposti: quello nord, rivolto alla strada, mostra le tipiche linee dei palazzi di città; l'altro, affacciato su un cortile interno che si allarga in un vasto parco, è più articolato. Un atrio passante, introdotto da un ampio portale ad arco chiuso da un portone ligneo, mette in comunicazione strada e cortile.
Quest'ultimo è delimitato a est dall'ex scuderia e a ovest da un annesso rustico; la prima presenta linee più eleganti, con archi ciechi e porte architravate e con un attico dove un tempo si aprivano delle finestre ad ornato. Parte dello spazio è inoltre occupato da un corpo a due piani addossato al fronte sud, con loggia al primo piano e concluso da una terrazza. Addossata al lato ovest emerge una costruzione simile, a due piani con loggia al primo e dotata di altana.
La facciata sulla strada segue la tradizionale tripartizione, con sette interassi di finestre organizzati secondo lo schema 2 + 3 + 2. Risulta però assai originale la presenza di un "angolo" dovuto alla pianta ad L dell'edificio, sicché il primo partito si trova su uno dei due bracci ortogonali e i rimanenti due sull'altro. Le linee, come già detto, sono quelle del palazzo urbano: al piano nobile le aperture sono ad arco, sovrastate da una cimasa e completate da un poggiolo in pietra; quelle agli altri livelli (comprese quelle del mezzanino, nascoste sotto il portico) sono di semplice forma rettangolare. Ha linee sofisticate la trifora del piano nobile, benché soffra la posizione addossata all'angolo: costituita da aperture ad arco a tutto sesto, con quella centrale di maggiore dimensioni, è sovrastata da una cornice modanata in aggetto, lineare ai lati e arcuata al centro (per seguire il profilo della voluta in chiave d'arco); il tutto è completato da un poggiolo tripartito, con la parte centrale poco più sporgente. Anche la scelta dei materiali con fini decorativi è molto studiata: al piano terra vi è un alto bugnato a fasce orizzontali, che diventano radiali attorno alle arcate e si conclude con un grande concio in chiave d'arco che intercetta il marcapiano del primo solaio in corrispondenza di mensole e poggioli; la maglia continua con altre fasce orizzontali, in corrispondenza dei davanzali, dell'imposta degli archi e delle cimase al primo piano e dei davanzali e delle cornici superiori delle aperture all'ultimo piano. Ne risultano dei riquadri con intonaco o piccole specchiature decorate. La facciata è conclusa da una cornice dentellata su cui si imposta la copertura a padiglione.
Identica, ma più semplice, la facciata posteriore. Presenta anch'essa un portale litico al piano terra, una trifora al piano nobile (qui il poggiolo si limita alla sola apertura centrale) e tre aperture architravate al piano attico. Anche qui, la centinatura si limita alle aperture del primo piano.
La corte è chiusa a sud da un muretto che forma un'esedra con al centro un portale in pietra che introduce al parco. Esso incornicia, grazie alla prospettiva creata dagli archi di un pergolato in leggera discesa, una statua di Ercole posta alla fine di un viale. Il giardino, che confinava con le mura cittadine prima che queste fossero inglobate in altre costruzioni, entrò a far parte del complesso solo ai primi dell'Ottocento.
Gli interni sono organizzati secondo il tipico schema veneziano, con salone passante corrispondente, al pian terreno, all'androne che mette in comunicazione strada e corte. Il salone del piano nobile è accessibile mediante una scala a doppia rampa con l'ingresso incorniciato da pilastri in bugnato e sovrastato da un doppio arco. Assai ricche le decorazioni degli ambienti, costituite da stucchi alle pareti, sui soffitti e sopra gli architravi delle porte; alcuni sono di Giovanni Savono, altri furono disegnati dallo stesso Massari, altri ancora vengono attribuiti al Bitante, uno stuccature che lavorò in diverse dimore asolane.